# Товарищество научных изданий КМК
Товарищество научных изданий КМК — российское научное издательство, специализирующееся на выпуске научной литературы, в первую очередь по естественным наукам биологии, зоологии, ботанике, географии, антропологии медицине, а также по гуманитарным наукам. Основано в Москве в 1992 году. Является одним из ведущих независимых научных издательств России. Специализируется на малых тиражах, публикует работы на русском и основных иностранных языках. Аббревиатура в названии «КМК» — это сокращение имён и фамилий основателей: Кирилл Михайлов и Михаил Кирюшкин.

## История
Товарищество научных изданий КМК было создано в 1992 году М. А. Кирюшиным и К. Г. Михайловым с целью возрождения традиций качественного научного книгоиздания, пострадавшего в 1990-е годы после распада СССР. 
Изначально издательство выпускало только научные журналы, но с 1999 стало развиваться и книгоиздательское направление. При непосредственном участии К. Г. Михайлова, издательство запустило серию научных журналов:
- 1992 — Arthropoda Selecta, ISSN 0136-006X — журнал по артроподологии
- 1992 — Russian Entomological Journa = Русский энтомологический журнал, ISSN 0132-8069 — журнал по энтомологии
- 1992 — Arctoa, ISSN 0131–1379 — журнал по бриологии
- 1993 — Acarina, ISSN 0132-8077, сайт — журнал по акарологии
- 2002 — Russian Journal of Theriology = Русский териологический журнал, ISSN 1682-3559 — журнал по териологии
- 2004 — Invertebrate Zoology = Зоология беспозвоночных, ISSN 1812-9250 (paper version), 1814-0815 (online version)
- 2005 — Кавказский энтомологический бюллетень
- 2006 — Экологическое планирование и управление
- и другие

С начала своей деятельности КМК сделало ставку на выпуск переводных и оригинальных трудов по фундаментальным наукам.
В 2002–2004 гг. вышла 3-томная серия «Иллюстрированный определитель растений Средней России» с более чем 1600 тотальными рисунками высших растений.
В 2006 г. выпущено 10-е издание классического труда П. Ф. Маевского «Флора средней полосы европейской части России».

## Деятельность
Издательство выпускает:
- монографии и научные труды;
- научные журналы и сборники,
- научно-популярные книги

Акцент делается на публикацию редких, ранее не издававшихся на русском языке научных трудов, при этом тиражи, как правило, ограниченные, рассчитанные на профессиональную аудиторию. 
Издательство получило признание научного сообщества за сохранение высоких стандартов академического книгоиздания в постсоветский период. Тем не менее, ограниченные тиражи и сравнительно высокая цена книг иногда становились предметом обсуждения в академической среде.